# Emmanuel Mensah
Emmanuel Mensah (Accra, 30 giugno 1994) è un calciatore ghanese, centrocampista o attaccante dell'Al-Huora.

## Carriera
Il 30 gennaio 2017 viene acquistato a titolo definitivo dalla squadra albanese del Laçi.

## Statistiche

### Presenze e reti nei club
Statistiche aggiornate al 4 maggio 2019.
| Stagione                  | Squadra                   | Campionato                | Campionato | Campionato | Coppe nazionali | Coppe nazionali | Coppe nazionali | Coppe continentali | Coppe continentali | Coppe continentali | Altre coppe | Altre coppe | Altre coppe | Totale | Totale |
| Stagione                  | Squadra                   | Comp                      | Pres       | Reti       | Comp            | Pres            | Reti            | Comp               | Pres               | Reti               | Comp        | Pres        | Reti        | Pres   | Reti   |
| ------------------------- | ------------------------- | ------------------------- | ---------- | ---------- | --------------- | --------------- | --------------- | ------------------ | ------------------ | ------------------ | ----------- | ----------- | ----------- | ------ | ------ |
| 2013-2014                 | Honvéd                    | NBI                       | 1          | 0          | CU+CdL          | 1+3             | 0               | UEL                | -                  | -                  | -           | -           | -           | 5      | 0      |
| 2014-2015                 | Bodva M.n.B.              | 2L                        | 25         | 7          | CS              | 2               | 1               | -                  | -                  | -                  | -           | -           | -           | 27     | 8      |
| 2015-gen. 2016            | Zemplín Michalovce        | SL                        | 14         | 1          | CS              | 3               | 0               | -                  | -                  | -                  | -           | -           | -           | 17     | 1      |
| gen.-giu. 2016            | Frýdek-Místek             | 2L                        | 2          | 0          | CR              | -               | -               | -                  | -                  | -                  | -           | -           | -           | 2      | 0      |
| 2016-gen. 2017            | Zemplín Michalovce        | SL                        | 14         | 5          | CS              | 4               | 4               | -                  | -                  | -                  | -           | -           | -           | 18     | 9      |
| Totale Zemplín Michalovce | Totale Zemplín Michalovce | Totale Zemplín Michalovce | 28         | 6          |                 | 7               | 4               |                    | -                  | -                  |             | -           | -           | 35     | 10     |
| gen.-giu. 2017            | Laçi                      | KS                        | 17         | 4          | CA              | 2               | 0               | -                  | -                  | -                  | -           | -           | -           | 19     | 4      |
| 2017-feb. 2018            | Atromītos                 | SL                        | 7          | 0          | CG              | 3               | 1               | -                  | -                  | -                  | -           | -           | -           | 10     | 1      |
| feb.-giu. 2018            | Kerkyra                   | SL                        | 3          | 0          | CG              | 0               | 0               | -                  | -                  | -                  | -           | -           | -           | 3      | 0      |
| 2018-2019                 | Partizani Tirana          | KS                        | 28         | 5          | CA              | 5               | 2               | UEL                | -                  | -                  | -           | -           | -           | 33     | 7      |
| Totale carriera           | Totale carriera           | Totale carriera           | 111        | 22         |                 | 23              | 8               |                    | -                  | -                  |             | -           | -           | 134    | 30     |

## Palmarès

### Club

#### Competizioni nazionali
- Campionato albanese: 1

Partizani Tirana: 2018-2019